# Университет „Цепелин“
Университет „Цепелин“ (на немски: Zeppelin Universität) в град Фридрихсхафен на северния бряг на Боденското езеро е държавно признат частен университет, акредитиран от Министерството на науката, изследванията и изкуствата на федерална провинция Баден-Вюртемберг в Германия.
Университетът е създаден през 2003 г. и се самоопределя като „университет между бизнеса, културата и политика“ (това самоопределение е част от логото на университета), за да подчертае мултидисциплинарния характер на научните изследвания и преподаването. 
Носи името на вюртембергския граф, генерал от кавалерията и конструктор на дирижабли Фердинанд Граф фон Цепелин. 

## История
През 2003 г. Международното училище за общ мениджмънт (на английски: International School for General Management) е преименуванa на университет „Цепелин“ (на английски: Zeppelin University). Висшето училище се трансформира в мултидисциплинарен университет, който от този момент нататък предлага курсове не само по мениджмънт, ами и по икономика, културология, комуникационни изследвания, държавно-управленчески и социални науки. Новосъздаденият университет „Цепелин“, който стартира с деветнадесет студенти, преследва целта да реформира германския университетски пейзаж чрез „иновативни концепции за преподаване и изследвания“.
През февруари 2009 г. Научният съвет в Германия акредитира университета „Цепелин“. На 10 септември 2011 г. той получава право да присъжда докторски степени и хабилитационни степени (доцент). Този статут е удължен през 2018 г. от Министерството на науката, научните изследвания и изкуствата на федерална провинция Баден-Вюртемберг за още 5 години до 2023 г. Това му дава право да използва и наименованието „университет“. През 2023 г. Министерството на науката, научните изследвания и изкуствата на федерална провинция Баден-Вюртемберг удължи правото за присъждане на докторски и доцентски степени, както и държавното признание на частния университет до 31 август 2024 г. Университетът е акредитиран до 30.09.2027 г.

## Организация
Университетът е устроен като юридическо лице във вид на дружество с нестопанска цел и с ограничена отговорност (на немски: Gemeinnützige Gesellschaft mit beschränkter Haftung). Едноличен съдружник от 2008 г. насам е фондация „Университет Цепелин“ със седалище във Фридрихсхафен.

### Университет-фондация
Университетът „Цепелин“ е университет фондация. Той се финансира изключително чрез дарения и спонсориране, чрез такси за обучение, както и чрез конкурентно спечелени финансирания от трети страни за научни изследвания и от приходи от извършени академични услуги.
Университети-фондации, какъвто е университетът „Цепелин“, се срещат на територията на днешна Германия още от Средновековието. Те са били финансирани чрез дарения, а не от държавния бюджет. През 1809 г. Вилхелм фон Хумболт развива модела на университет-фондация, който да послужи за създаването на Берлинския университет. Според идеята на Хумболт, научните изследвания и преподаването трябва да бъдат свободни от държавни изисквания и ограничения (например по политически подбуди). За да се осигури независимост от държавата и в икономическо отношение, Берлинският университет е трябвало да съумее да функционира независимо от финансирането на пруската държава. За тази цел Хумболт предлага недвижимите имоти на църквата да бъдадат прехвърлени в собственост на университета. Университетът трябвало да се финансира от приходите от земите и от дарения. Идеята обаче не успява да се наложи и университетът фондация не е осъществен в Берлин.
Със създаването на висшите училища по търговията в Германската империя през 1898 г. като спонсори за първи път се появяват граждански сдружения или професионални камари. Първият съвременен германски университет-фондация е основан във Франкфурт на Майн през 1914 г. с частни средства на франкфуртски граждани (виж: Гьоте университет Франкфурт на Майн).
Основните аргументи, изтъкнати в полза на устройването като университет-фондация, са:
- Данъчни предимства (особено възможността за приспадане на даренията от годишната данъчна ставка)
- намаляване на държавния контрол и засилване на университетската автономия, например, по отношение на нормативната уредба за организацията и персонала

- по-силно застъпване на университетите в гражданското общество
- използване на положителната конотация на термина „фондация“ за по-силна идентификация с университета и по-успешно набиране на частен капитал
- по-голяма осъществимост на иновациите в структурата и процесите
- местоположението не е обвързано с една федерална провинция, какъвто е случая с държавните университети
- възможност за подбор на студентите чрез собствени правила за прием и ограничаване на техния брой по такъв начин, че да се гарантират оптимални условия за контрол
- възможност за предлагане на по-голяма свобода за изследователска дейност на университетските преподаватели, особено чрез гъвкави норми относно броя на чосовете за преподаване и по-малка заетост в различни университетски комисии.

### Учредителни дарители
Учредителни дарители на университета-фондация са:
- „ЦФ Фридрихсхафен“ АД (на немски: ZF Friedrichshafen AG) – Компанията е основана във Фридрихсхафен през 1915 г. под името „Фаврука за зъбни колела“ ООД (на немски: Zahnradfabrik GmbH) с предмет на дейност производство на зъбни колела и задвижващи механизми (предавателни, двигателни и др.) за самолети, автомобили и плавателни съдове.[15] Днес тя е глобално активен технологичен концерн и доставя системи за мобилност на леки автомобили, търговски превозни средства и промишлени технологии.[15] Като автомобилен доставчик ZF предлага цялостни решения за производителите на превозни средства.[15] Фирмата ZF има 168 производствени обекта в 32 държави и 19 основни развойни обекта в девет държави.[15] През 2022 г. ZF реализира продажби в размер на 43,8 млрд. евро с приблизително 165 000 служители по целия свят.[15] През 2021 година компанията е похарчила 7,8% от продажбите за научноизследователска и развойна дейност.[15] Акционери на фирмата са фондация „Цепелин“ с акции от 93,8 %, която се управлява от град Фридрихсхафен, и фондация „д-р Юрген и Ирмгард Улдеруп“ със седалище в долносаксонското селище Лемфьорде, което държи 6,2 % от акциите.[15]
- „Цепелин“ ООД (на немски: Zeppelin GmbH) – със седалище във Фридрихсхафен и централa в град Гархинг край Мюнхен – е холдингово дружество на международно активен концерн (група) за търговия, инженеринг и обслужването в областта на строителни машини, отдаване под наем, задвижващи и енергийни системи, както и инженеринг и изграждане на съоръжения. Фирмата има около 11 000 служители на 220 обекта в 43 държави и региони. През отчетната година 2022 г. тя реализира продажби в размер на около 3,8 млрд. евро.[16] Едноличен акционер на фирмата е фондация „Цепелин“.
- Фондация „Цепелин“ (на немски: Zeppelin Stiftung) – основана е през 1908 г. от вюртембергския граф, генерал от кавалерията и конструктор на дирижабли Фердинанд Граф фон Цепелин.[17] Издигането на първия дириажбъл на 2 юли 1900 г. поставя началото на дирижабълната авиация.[17] Първите полети са успешни и на дерижабла се предрича голямо бъдеще.[17] След това идва неуспехът: през 1908 г. буря унищожава един от дирижблите и граф Фердинанд фон Цепелин е изправен пред краха на своята компания.[17] В безпрецедентна вълна на готовност за помощ населението и част от икономиката проявяват солидарност и даряват общо 6,2 милиона марки за продължаване на авиацията с дирижабли.[17] С това дарение граф Фердинанд фон Цепелин създава през 1908 г. фондация „Цепелин“.[17] Първоначалната цел на фондацията е строителството на дирижабли, насърчаването на пътуванията с дирижабли и участието в дружества, чийто предмет на дейност е строителството или продажбата на въздухоплавателни средства.[17] Граф Цепелин също така предвижда активите на фондацията да се предоставят на град Фридрихсхафен, ако един ден първоначалната цел на фондацията вече не може да бъде изпълнена.[17] В този случай - според постановлението на графа - приходите на фондацията трябвало да се използват за благотворителни цели.[17] След Втората световна война вече не е позволено да се строят дирижабли, така че първоначалната цел на фондация „Цепелин“ вече не е възможна.[17] Поради това фондацията е прехвърлена на град Фридрихсхафен и от 1947 г. се управлява от него като доверително управление.[17] Годишните разпределения (изплащане на дивиденти) на дружествата на фондацията – „ЦФ Фридрихсхафен“ АД, „Цепелин“ ООД и „Въздъхоплавателно строителство Цепелин“ ООД (на немски: Luftschiffbau Zeppelin GmbH) – се използват от фондацията изключително за благотворителни и благородни цели.[17] Днес Фондация Zeppelin подкрепя социалните и културните ангажименти на Фридрихсхафен в много области.[17] Те включват работа с деца и младежи, образование и възпитание, услуги в областта на здравеопазването и грижите, както и насърчаване на изкуството и културата.[17] Целите, за които се използват финансовите средства на фондация „Цепелин“, се определят от общинския съвет на град Фридрихсхафен при всяко обсъждане на бюджета.[17]
- Фонцация с нестопанска цел „Карл Шлехт“ (на немски: Karl Schlecht Gemeinnützige Stiftung) – учредител и дарител е бизнесменът Карл Шлехт – който забогатява със своята фирма за производство на бетонни помпи, известни под марката „Putzmeister“, със седалище в град Айхтал, близо до Щутгарт. Карл Шлехт проектира първата машина за мазилки през 1958 г., докато все още е студент по инженерство, и на тази основа основава компанията „Putzmeister“. Тя е пионер в разработването на системи за мазилки и се развива като концерн (група) в световен мащаб като един от водещите производители на бетонни помпи с общо 22 компании. През 1998 г. компанията до голяма степен е включена във фондация „Карл Шлехт“.[18] Целта на фондацията е насърчаване цялостното, ценностно ориентирано развитие на личността на младите хора и на амбициозните лидери в духа на своето мото „Търсене и насърчаване на ДОБРОТО пар екселанс“.[19] В духа на своята мисия и ценностен каталог тя подкрепя множество практически значими проекти и институции в пет тематични области: Етична ценностна ориентация, Лидерска квалификация, Разбиране на предприемачеството, Културно образование и Регионални проблеми.[19]
- Зигфрид Вайсхаупт (на немски: Siegfried Weishaupt) – вюртембергски предприемач, колекционер на изкуство и меценат.[20][21] От 1982 г. той управлява семейната фирма в град Швенди близо до град Улм, основана от баща му през 1932 г. – „Макс Вайсхаупт“ ООД (на немски: Max Weishaupt GmbH) –, която е водещ световен производител на оборудване за горивни уредби като, например, промишлени пещи за заводи в областта на металургията или циментопроизводството.[20] В продължение на много години Вайсхаупт е председател на Търговско-промишлената палата в Улм. През април 2005 г. Вайсхаупт е награден с медал за заслуги на провинция Баден-Вюртемберг за ангажимента си към Търговско-промишлената палата.[22]

Освен учредителните дарители, университетът фондация получава спонсориране от над 50 различни спонсори.

## Кампуси
Университетът разполага с два кампуса във Фридрихсхафен. Кампусът „Езерен кампус“ (на немски: SeeCampus) се намира непосредствено на брега на Боденското езеро и разполага със собствен плаж, кей, игрище за плажен волейбол, а в сградата има изследователски лаборатории, семинарни помещения, столова, помещения за реализирането на студенчески проекти и инициативи. Първоначално той е бил главният кампус. 
- Езерен кампус
- Езерен кампус на самия бряг на Боденското езеро
- В далечината се вижда летящ цепелин
- В далечината се виждат Алипите
- В далечината се виждат Алипите
- Езерен кампус

Тъй като университетът обаче бързо се разраства след основаването си, то през 2013 г. започва изграждането на още един, по-голям кампус – „ЦФ Кампус“ (на немски: ZF Campus), който е финансиран с дарение от 20 млн. евро от фирмата съучредител на университета-фондация – „ЦФ Фридрихсхафен“ ООД, а откриването му се състои през септември 2015 г. Той допълва Езерния кампус с по-голяма библиотека, аудиторна зала, допълнителни офисни и семинарни помещения, столова, работилница, фитнес студио и множество свободно ползваеми помещения като споделено работно пространство за студенти и студентки. Преди това, на мястото на кампуса се е намирала казарма, като част от нейните сгради са запазени и днес преустроени за използването им от университета.
- Кампус „ЦФ“
- Кампус „ЦФ“ с Боденското езеро и Алпите на заден план
- Кампус „ЦФ“

Рекламно видео на университета в 

## Репутация
В Класацията на Центъра за развитие на висшето образование (на немски: CHE Ranking) от 2021/22 г., университетът „Цепелин“ постигна най-добрия резултат от всички германски университети в областта на политическите науки, публичната администрация и международните отношения по отношение на предлаганите предмети (широтата на съдържанието и възможностите за индивидуална специализация) и общата ситуация на обучение според студентите, което се отнася както до бакалавърските, така и до магистърските програми в тази насока.
Университетът „Цепелин“ заема челна позиция относно бакалавърските и магистърските програми на обучение по икономически науки сред всички германски университети според Класацията на Центъра за развитие на висшето образование от 2023/24 г. Удовлетвореността от общото положение на обучението е оценена от студентите като отлична. Освен това, университетът попадна в челната група на всички германски университети по отношение на оказаното внимание от страна на преподавателите, съдействието и подкрепата по време на обучението и за обучение в чужбина, широкия набор от избираеми предмети и дигиталните компоненти на преподаването, организираността на обучението, практическата насоченост на преподаването, консултациите за кариерно ориентиране, както и за оборудването на стаите и библиотеките и ИТ инфраструктурата. Също така, икономическите науки в университета „Цепелин“ се класират над средното ниво по отношение на броя на докторантите спрямо броя на професорите, осигурявайки по-индивидуален подход.

## Учебни програми
Предлагат се учебни програми, завършващи с академичната степен бакалавър по изкуствата (на немски: Bachelor of Arts), магистър по изкуствата (на немски: Master of Arts) или магистър по науките (на немски: Master of Science); бакалавърските програми траят 8 семестъра и се състоят от 240 кредита, а магистърските програми продължават 4 семестъра и обхващат 120 кредита. В допълнение към тях, университетът предлага и задочни програми за професионално обучение на ръководни кадри (на немски: Executive Education), а също така и учебни курсове за повишаване квлаификацията в предприятия.
От началото на зимния семестър на 2023/24 г. студентите на университета „Цепелин“ мога да посещават по един предмет на семестър в един от университетите-партньори в Германия, Швейцария, Австрия и Лихтенщайн, които са разположени около Боденското езеро, като по този начин студентите могат да съставят своя собствена учебна насоченост от още по-голямо разнообразие от предмети. Мрежата включва например: Санкт Галенския университет, Цюрихския университет, Форалбергския университет по приложни науки, Лихтенщайнския университет и Констанцкия университет.
Частният университет осигурява много индивидуален подход на обучение със съотношение 1 към 9 между студенти, преподаватели и административен персонал.

### Бакалавърски програми
- Бакалавър по изкуствата (на немски: Bachelor of Arts) със специалност „Социология, политика и икономика“[31]
- Бакалавър по изкуствата (на немски: Bachelor of Arts) със специалност „Корпоративен мениджмънт и икономика“[32]
- Бакалавър по изкуствата (на немски: Bachelor of Arts) със специалност „Комуникация, култура и мениджмънт“[33]
- Бакалавър по изкуствата (на немски: Bachelor of Arts) със специалност „Политика, администрация и международни отношения“[34]

### Магистърски програми
- Магистър на науките (на немски: Master of Science) със специалност „Корпоративен мениджмънт и икономика“[35]
- Магистър по изкуствата (на немски: Master of Arts) със специалност „Общ мениджмънт“[36]
- Магистър по изкуствата (на немски: Master of Arts) със специалност „Интердисциплинни изследвания“[37]
- Магистър по изкуствата (на немски: Master of Arts) със специалност „Международни отношения и глобална политика“[38]
- Магистър по изкуствата (на немски: Master of Arts) със специалност „Политика, администрация и международни отношения“[39]
- Магистър по изкуствата (на немски: Master of Arts) със специалност „Публичен мениджмънт и дигитализация“[40]

### Магистратури за професионално обучение на ръководни кадри
- Магистратура за професионално обучение на ръководни кадри (на немски: Executive Master) със специалност „Семейно предприемачество“[41]
- Магистратура за професионално обучение на ръководни кадри (на немски: Executive Master) със специалност „Мениджмънт“[42]

### Учебни курсове за предприятия
- „Изработено по мярка“ (на немски: Tailor Made)[43] – университетът предлага съставянето по поръчка на специални учебни програми за дадено предприятия, съблюдавайки индивидуалните му нужди.

### Докторантури
От септември 2011 г. университетът „Цепелин“ има право да присъжда докторски научни степени в областта на предлаганите специалности. Докторантурата протича в полуструктурирана програма – т. е. има относително голяма свобода, какво да се учи, ограничена от няколко основни критерия, които гарантират качеството на обучение. Програмата се състои от три модула:
1. Модул 1: Научни мероприятия: Конференции, конгреси, симпозиуми, изнасяне на гостуващи лекции в други университети, събития на изследователски асоциации и др. Датите за участие всеки докторант може да избере сам в периода на своята докторантура, но посещението им трябва да се докаже най-късно при заявлението за допускане до докторантски изпит.
2. Модул 2: Докторантски семинари: тематични области са: изследователска практика, изследователски методи, теории, университетска дидактика; в рамките на тези тематични области докторантите могат да посещават предлагани от университета семинари или сами да организират семинари на интересни и необходими за тях теми под надзора на професори.
3. Модул 3: Докторантски колоквиум: минимум веднъж на семестър; задължително изнасяне на устен доклад (презентация) относно напредъка по собствения дисертационен проект.

Докторският изпит се състои от писмената дисертация и устен диспут (защита). След това, дисертацията трябва задължително да бъде публикувана в издателство. Едва тогава може да се присъди докторската степен.

## Международна насоченост
Университет „Цепелин“ поддържа отлично сътрудничество с около 90 партньорски институции по целия свят и съдейства за организирането на престои в тях.
Университетът „Цепелин“ участва интензивно в европейската програма „Еразъм“. Така например той поддържа партньорства с
- Копенхагенското училище по бизнес (на английски: Copenhagen Business School) – град Копенхаген, Дания
- Маастрихтския университет (на английски: Maastricht University) – град Маастрихт, Нидерландия
- Институт за политически науки в Париж (на френски: Institut d’études politiques de Paris, често именуван съкратено Sciences Po Paris или само Sciences Po) – град Париж, Франция
- Гентски университет (на нидерландски: Universiteit Gent) – град Гент, Белгия
- Бергенски университет (на норвежки: Universitetet i Bergen) – град Берген, Норвегия
- Университет „Абат Олиба“ (на каталонски: Universitat Abat Oliba CEU) – град Барселона, Испания.

В Северна и Южна Америка университетът „Цепелин“ работи в тясно сътрудничество с
- Батлерски университет (на английски: Butler University) – град Индианаполис, САЩ
- Ламарски университет (на английски: Lamar University) – град Бомонт, САЩ
- Канзаски щатски университет(на английски: Kansas State University) – град Манхатан (Канзас), САЩ
- Университет „Квест“ (на английски: Quest University) – град Скуомиш (Британска колумбия), Канада
- Монтерейски технически университет (на испански: Instituto Tecnológico y de Estudios Superiores de Monterrey) – град Монтерей, Мексико
- Андиски университет (на испански: Universidad de los Andes) – град Богота, Колумбия.

Сред азиатските партньори на университета „Цепелин“ са:
- Пекински университет (на китайски: 北京大学) – град Пекин, Китай
- Университет „Тонджи“ (на китайски: 同濟大學, 同济大学 или Tóngjì Dàxué) – град Шанхай, Китай
- Райхмански университет (на иврит: אוניברסיטת רייכמן) – град Херцлия, Телавивски окръг, Израел.

Партньорски университети в Океания са например:
- Грифитски университет (на английски: Griffith University) –  град Бризбън, Австралия
- Тасманийски университет (на английски: University of Tasmania) – кампуси в градовете Хобарт, Лонсестон, Берни и Сидни, Австралия.

В третата година на обучение по някоя от бакалавърските програми студентите могат да кандидатстват за една от общо пет стипендии, които се даряват от фондация „Гипс Шюле“ (на немски: Gips-Schüle-Stiftung) с цел престой от един семестър в чужбина, като стипендията покрива таксата за обучение там. През това време, семестриалната такса в университета „Цепелин“ обаче продължава да си тече и трябва да се заплати. На разположение за изследователския престой в чужбина може да се избере някое от тия висши училища:
- Калифорнийски университет (на английски: University of California) – град Бъркли, САЩ
- Калифорнийски университет (на английски: University of California) – град Сан Диего, САЩ
- Колеж „Голдсмитс“ (на английски: Goldsmiths' College) – част от Лондонски университет – град Лондон, Обединено Кралство
- Копенхагенско училище по бизнес (на английски: Copenhagen Business School) – град Копенхаген, Дания.

## Подбор на студенти
Кандидатит-студентите се подбират чрез двуетапна процедура за подбор. Етап 1: Въз основа на писменото кандидатстване по документи се провежда предварителен подбор. Етап 2: Одобрените се канят на „ден за подбор“ в университета, където се провеждат по две интервюта с всеки един кандидат-студент съвместно с преподаватели, студенти, бивши възпитаници и външни лица от частния бизнес и институции. Освен това, след интервютата се полагат писмени тестове по математика и английски език отговарящи на абитуриентско ниво. В допълнение се провежда групова работа, при която кандидат-студенти заедно по групи работят по зададен проблем и след това представят своето решение пред комисията за подбор.
Процедурата за подбор в университета „Цепелин“ се счита за взискателна и доста отсейваща, включително и поради това, че се отклонява значително от обичайните процедури в държавните университети. Държавните университети обикновено подбират студенти и студентки по бал от дипломата за средно образование без никакви допълнителни приемни изпити (тази процедура се нарича на немски: Numerus Clausus), а определен дял от местата (максимум 20 %) се предоставя на хора, които поради ниския си бал не са били приети до сега, но опорито кандидатстват отново и отново и им се дава шанс и те да получат висше образование (тази процедура се нарича на немски: Wartezeit – „време на чакане“). Освен това, държавните университети са задължени да приемат по толкова студенти, колкото им е посилно според техните ресурси, понеже член 12 ал. 1 от Основния закон на Германия (конституцията) задължава държавата да осигури „свобода при избор на професията“.  Вместо това, университетът „Цепелин“ се опитва да намери личности, които освен необходимите обективни постижения по документи, се вписват и в характера на университета. Отдава се голямо значение на извънкласните дейности, като например доброволчество или практически опит.

## Интердисциплинарност
Една особеност на университета „Цепелин“ е интердисциплинарният характер на програмите за обучение (специалностите). Всички студенти по бакалавърска програма посещават задължителни курсове от всички специалности през първите два семестъра и по този начин се запознават със съдържанието на другите дисциплини, както и с основите на правото. Освен това студентите с особено високи постижения (до среден успех от 5,00 по българската оценъчна система) имат възможност да изберат допълнително определен брой задължително избираеми предмети от другите програми за обучение или да запишат една от тях като допълнителна втора специалност („minor“), за което се издава отделна диплома за завършена степен.

## Студентска изследователска дейност
Студентите в университета „Цепелин“ още в ранен етап биват въведени в научно-изследователската дейност и се запознават с текущи изследователски проекти на своите преподаватели.
Още през първата година на бакалавърската степен те трябва да подготвят групов интердисциплинарен изследователски труд (т. нар. „Цепелин-проект“), в който развиват някакъв тематичен импулс по техен избор, даден им от преподаватели от различни дисциплини; те са подпомагани от професор, с когото заедно търсят отговори, решения на проблеми и последващи въпроси.
През шестия и седмия семестър от бакалавърското обучение студентите имат възможност да осъществят и собствен студентски изследователски проект, финансиран от университета в рамките на така наречената „Хумболтова година“, като това може да се случи както в някоя катедра от университета, така и в някой от чуждестранните партньорски университети.
Също и в магистърските програми за обучение на студентите се предоставя възможност за собствени изследователски проекти.
Обещаващи изследователски дейности на млади учени могат да бъдат финансово подкрепени от университета (програма за финансиране „FUSY“).
Веднъж на семестър Денят на студентските научни изследвания предлага на студентите идеалната платформа за представяне на собствените им изследвания `– независимо дали тепърва започват проектите си, или вече могат да представят резултати. Целта на събитието е да представи научноизследователска работа, да осигури форум за обмен на информация за тези изследвания и да позволи на участниците да се вдъхновят от науката. Това е събитие, от което печелят както представящите, така и публиката.

## „Обслужващо обучение“
По правило в университета „Цепелин“ няма лекции (т. е. фронтално преподаване на голяма маса студенти), ами само малки и средни семинари с до 40 души, в които студентите изучават оригинална първична научна литература и дискутират заедно с преподавателя, което позволява индивидуален подход. Лекции има в изключително редки случаи – например през есенния семестъ 2023 от всички възможни специалности в университета, само в една единствена специалност е имало един единствен предмет, който се е преподавал под формата на лекция.
Освен това, студентите могат да инициират учебни мероприятия на теми по свой избор, които ги интерсуват, но не са включени в учебната програма, и да определят техния формат (научна екскурзия, практическо упражнение, научна конференция и др.). За целта са нужни десет студента, които определят темата на учебното мероприятие, разработват отделните часове по темата за периода на целия семестър, канят лектори от университета или извън него (например от практиката или от други университети). След като са готови с организацията, през следващия семестър могат да посетят собственото си учебно мероприятие, което са подготвили. Тия учебни мероприятия се наричат „StudentStudies“ (студентски изследвания).
Също така, университетът предлага и коучинг програма „TandemCoaching“, от която всеки студент по желание може да се възползва. Програмата представлява следното: студентът избира двама наставници (коуч) – за предпочитане още в началото на следването си – един академичен наставник и един практически наставник или бивш възпитаник на университета.
- Наученият наставник се избира от редиците на преподавателите в университета и неговата задача е да съветва и напътства студента от първия семестър нататък по въпроси, свързани с личностното развитие (характер, планиране на стъпки в кариерната стълбица) и съдържателната насоченост (т. е. кои предмети е удачно да се изберат в рамките на задължителноизбераемата подготовка с оглед на личните цели и способности).[62]

- Практическият наставник се избира от сферата на бизнеса, културата или политиката и той е на разположение за въпроси и проблеми, свързани с професионалното развитие, избора на професия и навлизането в професионалния живот, както и с практическия професионален опит, например стажове.[62]

- Бивш възпитаник на университета може да бъде избран като наставник, който да консултира студента относно реалистичните изисквания на живота след дипломирането.[62] В допълнение към обмена на практически опит и въпроси за започване на кариера, възпитаниците-наставници са запознати и със ситуацията и ежедневието в университета „Цепелин“ и могат да дават съвети.[62]

Като цяло, обучението е гъвкаво, съобразява нуждите и интересите на студентите и предлага формати, насочени към индивидуалния подход на обучение.

## Такси за обучение и стипендии
Към 2023 г. таксите за обучение в бакалавърските програми варират според специалността между 4.800 евро и 6.240 евро на семестър (полугодие), като програмите продължават 8 семестъра (4 години). За магистърските програми сумите варират според специалността между 5.070 и 8.700 евро на семестър, като програмите продължават 4 семестъра (2 години). Таксите за докторантура възлизат на 1.000 евро за семестър и допълнително 1.500 евро административна такса за прием в университета и 1.500 евро административна такса за допускане до докторантския изпит накрая.
Студенти по магистърска програма, които сами са се сдобили със стипендия от някоя от тринадесетте големи фондации, асоциирани с политическите партии, профсъюзите и църквите в Германия (на немски: Begabtenförderungswerke) получават 25 % намаление на таксите за обучение. Докторанти с такава стипендия получават дори 80 % намалаение. Докторанти, които имат трудов договор с университета са освободени изцяло от такси за обучение.
Университетът „Цепелин“ предлага различни стипендии. Например, стипендията „ZU Stipendium“ е насочена не само към изключително надарени студенти или млади хора с изключителни качества, ами също така и към студенти с изключителен доброволчески ангажимент в областта на културата, музиката или изкуството. Подпомагат се също така социална, политическа ангажираност и доброволческа дейност, както и изключителни спортни постижения.
Освен това, университетът търси начини да обогати хоризонта си, затова подпомага също така хора, които са прекъснали предходното си обучение или са останали без работа, или са претърпели неуспех при стартирането на собствен бизнес, но все пак има забележителни способности. Млади хора, които просто са различни, които са натрупали опит не винаги до там успешен, но от който са си взели поуки, осмислили са го, и по този начин могат да допринесат за разнообразието от житейски истории в дадена програма за обучение и университета като цяло.
В допълнение към горепосочените критерии, стипендия могат да получат също хора от една или повече от следните категории:
- студенти, които като ученици е трябвало да повтарят някой клас
- студенти с дислексия
- студенти с дискалкулия
- основатели на собствен бизнес, които са банкрутирали
- нърд
- бакалавърски студенти с деца
- студенти, чиито родители не са учили в университет
- студенти с мигрантски житейски опит
- студенти, които са прекъснали предходно висше образование
- студенти, които са прекъснали предходно професионално образование или обучение
- студенти, които са на възраст 30 години или повече
- студенти от държави извън ЕС
- студенти, които са завършили образованието си нередовно, а във вечерно училище за възрастни;
- студенти, които нямат диплома за завършено средно образование, но имат дълъг професионален опит и издържат приемен изпит.

Също така, университетът ежегодно отпуска няколко стипендии за мобилност („Mobility Scholarships“). Те се предоставят на успешни студенти с цел да финансират техен изследователски престой в чужбина. По този начин студентите получават възможност да придобият международен опит в рамките на научни проекти, да установят контакти с международни учени и да разширят професионалните си компетенции. Стипендиите се предоставят от партньори и спонсори на университета.
В допълнение, университетът „Цепелин“ отпуска ежегодно няколко стипендии за осъществяването на иновативни проекти и инициативи на студенти. Тия стипендиите се даряват от партньори и спонсори на университета.
Освен горе споменатите стипендии, съществуват и още други, които могат да се намерят на уеб-страницата на университета.

## Център за стартиране на бизнес
От 2003 г. насам в Центъра за стартиране на бизнес (бизнес инкубатор) към университета „Цепелин“ са основани повече от 120 нови предприятия (стартъпи).
През 2016 г. университетът „Цепелин“ е награден от „Радар за бизнес инкубатори“ към „Съюза на дарителите на немската наука“.

## Студентска ангажираност и доброволчество
Съществуват около 59 студентски инициативи.
Сред тях е образователната инициатива „Rock Your Life“ (от английски: Разтърси живота си), която установява ежегодно множество менторски партньорства между студенти и ученици с продължителност от една година. Целта на тези наставнически взаимоотношения е да се подпомогнат учениците да развият своя индивидуален потенциал, да развият своите лични и социални умения и да разширят хоризонта си. Освен това цел е да се подобри успеваемостта на ученици в училище и да им се помогне успешно да преминат прехода към професионалния живот или към по-нататъшното образование. Студентите пък от своя страна придобиват практически умения за професионалния си живот, опознават различни житейски съдби и поемат социална отговорност.
Други студентски инициативи са:
- университетското радио „Welle20“ (от немски: Вълна20)
- университетският вестник „ZU|Daily“ (от английски: ЦУ|ежедневно)
- студентското списание „futurdrei“ (от английски: бъдещетри)
- ЛГБТИК* група „Queer@ZU“ (от английски: Куиър в ЦУ)
- дискусионният клуб „Soapbox“ (от английски: сапуниерка – метафоричен израз в британския английски за спорни дебати)
- „Клубът за международна политика“ със собствена група „Модел на Обединените нации“, където студенти симулират работата на Организацията на обединените нации
- конференцията за стартиращи компании (стартъпи) „Tatendrang“ (от немски: порив, устрем, стремеж за дейност)
- културният фестивал „seekult“ (от немски: езерокулт, игра на думи, от култ и крайбрежна култура около Боденското езеро, на чийто бряг се намира университета)
- „Клубът на предприемачите“
- кариерният панаир „ZUtaten“ (от немски: съставки – игра на думи, в абривиатурата се намират инициалите на университета „Цепелин“) – на панаира идват различни предприятия да представят работата си и да спечелят квалифицирани кадри да кандидатстват за работа при тях
- студентската консултантска фирма „whyknot“ (игра на думи – от английски – може да означава „защо не“, а също и „защо [има] възел [трудност/препядствие]“)
- международната студентска група за свързване на чуждестранни студенти
- няколко политически университетски групи.

В университета съществува „Бюро за студентски проекти“, което подкрепя студентските инициативи в административни въпроси.
Освен това спортният отдел на университета предлага широка гама от спортове (над 20 вида) за студенти. Например – американски фурбол, баскетбол, бадминтон, женски футбол, мъжки футбол, голф, хандбал, хокей на трева, гребане (в Боденското езеро), ветроходство с платноходка (в Боденското езеро), тенис, плажен волейбол (на Боденското езеро), йога, катерене др.
От 2009 г. насам университетът назначава редовен студент за „студентски вицепрезидент“ в президиума (ръководството) на университета, който представлява интересите на студентите при вземането на ръководни решения в университета.
Студентското самоуправление се изразява в „Студентския съвет“ (на английски: Student Council), чиито членове (представители на студентите в различни университетски органи, включително 4 сенатори и 2 членове на изпитната комисия, както и говорители на отделните програми за обучение) се избират пряко от студентите два пъти в годината. Студентският салон (на английски: StudentLounge) е университетска структура „от студенти за студенти“ – той е студентско сдружение, което служи за организиране на дейности за свободното време на студентите, културни събития и партита. Студентският салон желае да обедини студентите и да подпомогне реализирането на съвместни проекти.

## Изследователски институти
Университетът разполага с няколко интердисциплинарни изследователски института, които частично са финансирани от трети страни. Сред тях са Институтът за лидерско превъзходство „Цепелин“ – финансиран от фондация „Карл Шлехт“; Фридрихсхафенският институт за семеен бизнес, Изследователският център за потребители, пазар и политика, както и Европейският център за изследвания на устойчивостта – финансиран от Ауди и Ролс-Ройс.